# Ponometia fasciatella
Ponometia fasciatella là một loài bướm đêm thuộc họ Noctuidae. Nó được tìm thấy ở South Carolina, phía nam đến Florida, phía tây đến Texas.
Sải cánh dài khoảng 17 mm.